# Murexsul mariae
Murexsul mariae es una especie de molusco gasterópodo de la familia Muricidae.

## Distribución geográfica
Se encuentra  en la Isla Norte de Nueva Zelanda.